# Lucio Cortese
Lucio Cortese (San Vincenzo La Costa, 13 dicembre 1941 – 16 aprile 2025) è stato un fisarmonicista e compositore italiano.
Fondatore della “Fisorchestra città di San Vincenzo La costa” e del concorso internazionale di fisarmonica per solisti e complessi che si svolgeva a San Vincenzo la Costa (CS).
Pioniere e sostenitore, assieme ai suoi amici e colleghi Gervasio Marcosignori, Bio Boccosi, nello studio dello strumento nel repertorio classico e nell’inserimento dello strumento nei Conservatori Italiani, dove solo nel 1993 la fisarmonica viene inserita nei programmi ministeriali italiani.

## I primi anni e la formazione
Nato in un piccolo borgo della Calabria a San Sisto dei Valdesi (comune di San Vincenzo la Costa) figlio di Luigia Bilotta e Francesco Cortese noto costruttore di zampogne della zona, inizia a studiare e suonare la fisarmonica fin da piccolo. A venti anni si trasferisce ad Augsburg in Germania dove continua a studiare la fisarmonica con la Maestra Marianne Probst (Oscar Mondiale della Fisarmonica nel 1959).

## La scuola di musica e la fisorchestra
Nel 1980 ritorna in Italia nel suo paese nativo e apre la scuola di fisarmonica, associata con il C.D.M.I (centro didattico musicale italiano),  promuovendo lo studio, ricerca, aggiornamento e diffusione della didattica musicale relativa alla fisarmonica nel repertorio classico, moderno e liscio.
Nel 1983 forma assieme ai suoi migliori allievi la “fisorchestra città di San Vincenzo La costa” composta da circa 30 elementi.
L’orchestra si esibisce nelle piazze e nei teatri di tutta Italia, partecipa a numerosi concorsi riscuotendo sempre un grande successo raccogliendo numerosi premi nei maggiori concorsi di fisarmonica organizzati sul territorio nazionale.

## Il concorso internazionale di fisarmonica per solisti e complessi
Nel 1985 assieme al suo amico Pino Rende e altre persone che gravitavano intorno all’associazione “amici della fisarmonica” davano vita a un concorso dedicato alla fisarmonica. Il “Concorso internazionale di fisarmonica per solisti e complessi” che si svolgeva ogni anno nella prima settimana di Agosto. Fin dalle prime edizioni fu un successo a livello nazionale e internazionale dove concertisti di tutto il mondo si esibivano e gareggiavano per gli ambiti premi e riconoscimenti. Lucio Cortese ne fu il direttore artistico per 14 edizioni.
L’evento ancora oggi viene regolarmente svolto sotto la direzione di altri direttori artistici con il nome di “Festival internazionale della fisarmonica di San Vincenzo La Costa”.

## Produzione artistica

### Composizioni per fisarmonica
- Adreola d'angelo
- Aessia
- Aileruà
- Angelica
- Aria norvegese
- Bella calabrese
- Benito
- Biscottino
- Briosità
- Brunella
- Caramba
- Cosenza lyon
- Cuore calabrese
- Cuore italiano
- Danza calabra
- Delirio
- Desiderio
- Dinamico
- Direttissima
- Dolce capriccio
- Eco di spagna
- Emiliana
- Evviva la danza
- Fiore del sud
- Fiore di primavera
- Flores delicados
- Frammenti di silenzi
- Frutto proibito
- Funtanella
- Fuoco di note
- Furbacchiona
- Giglio di roccia
- Hoch augsburg
- L'aurora
- La lieta novella
- Lira
- Lucia
- Manolo en fiesta
- Maradona
- Meraviglioso tramonto
- Misterioso
- Nerina
- Nostalgia
- Omaggio alla fisa
- Paisanella
- Pasqualina
- Passione argentina
- Peperoncina
- Perla mediterranea
- Quadriglia cosentina
- Risveglio
- Romagnola
- Samba caliente
- Selvaggia
- Sfrenatezz
- Sila in festa
- Smaragd
- Sol de mi vida
- Supplizio
- Tappeto volante
- Tempestosa
- Uragano
- Vesper

### Discografia
- 1986: Brunella (Polifolk)
- 2008: Le perle del mediterraneo vol. 1 (Bérben)
- 2008: Le perle del mediterraneo vol. 2 (Bérben)
- 2011: Vesper (autoprodotto)

## Pubblicazioni
- 6 pezzi di bravura (ed. Physa)
- I grandi della fisarmonica (ed. Stramilano)
- Il virtuoso di fisarmonica M. Lucio Cortese (ed. Stramilano)
- 5 brani di successo per fisarmonica solista (ed, Nuova Franchin)
- 7 successi per fisa (ed. Globo)
- Le perle del mediterraneo vol. 1 (ed. Berben)
- Le perle del mediterraneo vol. 2 (ed. Berben)
- Vesper sinfonia per due fisarmoniche (ed. Berben)
- Evviva la danza (ed. M. Adamelio)
- Il tempio di venere
- Feste ad Atene
- Il ritorno di Ulisse